# 13 à table
Pour les articles homonymes, voir Treize à table (homonymie).
 (avril 2025).
Si vous disposez d'ouvrages ou d'articles de référence ou si vous connaissez des sites web de qualité traitant du thème abordé ici, merci de compléter l'article en donnant les références utiles à sa vérifiabilité et en les liant à la section « Notes et références ».
Albums de Trust
Campagne 2006 : Soulagez-vous dans les urnes !
(2006) Trust: Le Best Of
(2008)
13 à table est le neuvième album du groupe de rock français Trust, sorti en septembre 2008. 

## Présentation
À sa sortie, l'album atteint la 13e position dans les charts français. Le mois de sa sortie, il se vend à 35 000 exemplaires. La chanson "Surveille ton look" est une reprise de l'album Rock'n'Roll sorti en 1984.

## Liste des morceaux
| No  | Titre                                         | Durée |
| --- | --------------------------------------------- | ----- |
| 1.  | Toujours parmi nous                           | 3:50  |
| 2.  | Epistémophilique                              | 3:32  |
| 3.  | Promesse osée                                 | 3:59  |
| 4.  | Tout est à tuer                               | 3:21  |
| 5.  | Venez                                         | 3:24  |
| 6.  | Psaume                                        | 3:02  |
| 7.  | Vae victis                                    | 4:53  |
| 8.  | Surveille ton look (reprise du titre de 1984) | 6:22  |
| 9.  | Black blanc beur                              | 3:39  |
| 10. | La Morsure                                    | 5:21  |
| 11. | Que serais-je sans moi ?                      | 4:02  |
| 12. | Là où je vis                                  | 3:59  |
| 13. | Des mots                                      | 4:03  |
| 14. | Après les hymnes                              | 4:02  |
| 15. | En apparence                                  | 2:27  |

## Formation
- Bernie Bonvoisin : chant
- Norbert Krief : guitare
- Yves Brusco : guitare
- Farid Medjane : batterie
- Ismalia Diop : guitare basse
- Bruno Le Goff : DJ

## Sources
- Itunes store